# Kajiado
Kajiado és una ciutat situada a la província de Rift Valley, Kenya. És a prop de Nairobi i té una població de 24.678 habitants (cens del 2019).